# Michel Cantin
Michel Cantin, né à Bruay-en-Artois le 3 février 1950, est un corniste français.

## Biographie
Il commence le cor avec son père, Paul Cantin, directeur de la Lyre ouvrière de Bruay-en-Artois, puis poursuit ses études au conservatoire de Lille où il obtient un premier prix et un prix d'excellence de cor ainsi qu'un premier prix de musique de chambre. Il entre ensuite au Conservatoire national supérieur de musique de Paris (classe de Georges Barboteu) où il lui est décerné un premier prix de cor.
D’abord soliste de l’orchestre de chambre Pupitre 14 à Amiens, Michel Cantin a été premier cor super-soliste de l'Orchestre national de France de 1977 à 2002.
Il s'est produit en tant que super soliste avec l'Orchestre national de France sous la direction de Zdeněk Mácal, Sir Neville Marriner, Sir Yehudi Menuhin ou encore Charles Dutoit et au sein de différentes formations de musique de chambre en France et à l’étranger. Il participe à de nombreuses émissions radiophoniques et télévisées ainsi qu’à des enregistrements discographiques.
Michel Cantin a toujours joué sur cor Si ♭ ascendant et Fa descendant, de marque Alexander.
Il est membre fondateur et membre d'honneur de l'Association française du cor.